# Manfred Böckl
 (avril 2020).
Si vous disposez d'ouvrages ou d'articles de référence ou si vous connaissez des sites web de qualité traitant du thème abordé ici, merci de compléter l'article en donnant les références utiles à sa vérifiabilité et en les liant à la section « Notes et références ».
Manfred Ludwig Böckl (né le 2 septembre 1948 à Landau an der Isar) est un écrivain allemand qui écrit également sous les pseudonymes Thomas Drayton et Jean de Laforet.

## Œuvres (sélection)

### Trilogie
- Die schwarzen Reiter. Eine Kriminalgeschichte aus dem Dreißigjährigen Krieg. ECON, Düsseldorf 1997.  (ISBN 3-612-25177-5)
- Der Alchemist des Teufels. Historischer Kriminalroman. ECON, Düsseldorf 1998.  (ISBN 3-612-25201-1)
- Der Etruskerdolch. Historischer Kriminalroman. ECON, Düsseldorf 1999.  (ISBN 3-612-27610-7)

### Romans
- Das Lied von Haduloha. Eine Nordsee-Saga, historischer Roman. Niederelbe-Verlag, Otterndorf 1986.  (ISBN 3-924239-09-6) (Neuausgabe: Gipfelbuch-Verlag Waldsolms 2008.  (ISBN 978-3-937591-51-3)
- Die Leibeigenen. Eine Bayerwald-Saga aus dem 14. Jahrhundert, Roman. Neue-Presse-Verlags-GmbH, Passau 1986.  (ISBN 3-924484-02-3) (Neuausgabe: Buch- und Kunstverlag Oberpfalz, Amberg 1997.  (ISBN 3-924350-63-9); Taschenbuchausgabe: Aufbau-Taschenbuch-Verlag, Berlin 2004.  (ISBN 3-7466-1295-0)
- Die Hexe soll brennen. Ein Tatsachenroman aus dem 17. Jahrhundert, Facta, Hamburg & München 1989.  (ISBN 3-926827-20-3) (Neuausgabe unter dem Titel: Die Hexe soll brennen. Die Geschichte der Katharina Grueber, die vor 300 Jahren auf dem Scheiterhaufen verbrannt wurde, Bastei-Verl. Lübbe, Bergisch Gladbach 1996.  (ISBN 3-404-12527-4); Neuausgabe unter dem Titel: Die Hexe soll brennen. Historischer Tatsachenroman, Verlags-Anstalt Bayerland, Dachau 2003.  (ISBN 3-89251-335-X)
- Der Rappe mit der Elchschaufel, Roman. F. Schneider, München 1992.  (ISBN 3-505-04471-7)
- Sumava. Ein Epos aus dem Böhmerwald. Roman. Neue-Presse-Verlag, Passau 1992.  (ISBN 3-927529-32-X) (Neuausgabe unter dem Titel: Šumava. Die Saga des Böhmerwaldes. Historischer Roman, Morsak, Grafenau 2005,  (ISBN 3-86512-010-5)
- Der Hexenstein. Ein Roman aus dunkler Zeit. SüdOst-Verlag, Waldkirchen 1997.  (ISBN 3-89682-002-8) (Neuausgabe: Ullstein, München 2000.  (ISBN 3-548-24889-6)
- Die Säumerfehde am Goldenen Steig. Historischer Roman aus dem Bayerischen Wald, Roman. Verlags-Anstalt Bayerland, Dachau 2000.  (ISBN 3-89251-290-6)
- Der Glasteufel, historischer Roman. Verlags-Anstalt Bayerland, Dachau 2002.  (ISBN 3-89251-316-3)
- Der Hund des Culann, Roman. Klett-Cotta, Stuttgart 2003.  (ISBN 3-608-93572-X)
- Die Einöder. Eine bayerische Apokalypse, Erzählung. Ohetaler Verlag, Riedlhütte 2007.  (ISBN 978-3-937067-62-9)

### Biographies
- Erdbeermund. Das abenteuerliche Leben des François Villon. Facta, Hamburg 1989,  (ISBN 3-926827-22-X) (Taschenbuchausgabe: Lübbe, Bergisch Gladbach 1996,  (ISBN 3-404-12460-X))
- Räuber Heigl. Der Höhlenmensch vom Kaitersberg. Neue-Presse-Verlags-GmbH, Passau 1990.  (ISBN 3-924484-33-3) (Neuausgabe Buch- und Kunstverlag Oberpfalz, Amberg 1998,  (ISBN 3-924350-72-8))
- Mühlhiasl. Der Seher vom Rabenstein. Neue-Presse-Verlags-GmbH, Passau 1991.  (ISBN 3-924484-36-8) (Taschenbuchausgabe unter dem Titel Mühlhiasl. Die Weissagungen des Sehers vom Rabenstein, Aufbau Taschenbuch Verlag, Berlin 1997,  (ISBN 3-7466-1292-6))
- Die neun Leben der Grainne O’Malley. Die Abenteuer einer irischen Piratin. Ed. Meyster, München 1991.  (ISBN 3-485-08227-9)
- Agnes Bernauer. Hexe, Hur' und Herzogin. Neue-Presse-Verlags-GmbH, Passau 1993.  (ISBN 3-924484-63-5) (Neuausgabe unter dem Titel Agnes Bernauer. Hexe, Hure, Herzogin, Sutton, Erfurt 2011,  (ISBN 978-3-86680-761-7))
- Jennerwein. Der gewilderte Wildschütz. Ehrenwirth, München 1993.  (ISBN 3-431-03284-2) (Taschenbuchausgabe unter dem Titel Jennerwein, Aufbau-Taschenbuch-Verlag, Berlin 1997,  (ISBN 3-7466-1291-8); Neuausgabe unter dem Titel Jennerwein. Ein bayerisches Wildererdrama. Historischer Roman, Bayerland, Dachau 2011,  (ISBN 978-3-89251-424-4))
- Nostradamus, der Prophet. Leben und Visionen. Ehrenwirth, München 1993.  (ISBN 3-431-03307-5) (Taschenbuchausgabe: Econ-und-List-Taschenbuch-Verlag, München 1999,  (ISBN 3-612-27666-2))
- Der Raubschütz von der Schachermühle. Verlags-Anstalt Bayerland, Dachau 1998.  (ISBN 3-89251-258-2)
- Prophet der Finsternis. Leben und Visionen des Alois Irlmaier. Ehrenwirth, München 1999.  (ISBN 3-431-03577-9) (Neuausgabe: Sutton, Erfurt 2009,  (ISBN 978-3-86680-561-3))
- Die Braut von Landshut. Das tragische Leben der Herzogin Hedwig. Verlags-Anstalt Bayerland, Dachau 2001.  (ISBN 3-89251-303-1)
- Die Bischöfin von Rom. Aufbau Taschenbuch Verlag, Berlin 2002.  (ISBN 3-7466-1293-4) (auch als MP3-Hörbuch, 2 CDs, gelesen von Norbert Hülm, TechniSat Digital, Daun 2007,  (ISBN 978-3-8368-0031-0))
- Die Geliebte des Kaisers. Aufbau-Taschenbuch-Verlag, Berlin 2003.  (ISBN 3-7466-1294-2)
- Die letzte Königin der Kelten. Aufbau-Taschenbuch-Verlag, Berlin 2005,  (ISBN 3-7466-1296-9) (auch als MP3-Hörbuch, 2 CDs, gelesen von Raimund Wurzwallner, TechniSat Digital Daun 2007,  (ISBN 978-3-8368-0030-3))
- Der Prophet aus dem Böhmerwald. Bayerland, Dachau 2006.  (ISBN 978-3-89251-361-2)
- Merlin. Der Druide von Camelot. Aufbau Taschenbuch Verlag, Berlin 2007.  (ISBN 978-3-7466-1299-7) (auch als MP3-Hörbuch, 2 CDs, gelesen von Raimund Wurzwallner, TechniSat Digital, Daun 2007,  (ISBN 978-3-8368-0032-7))

### Non-fiction
- Der Mühlhiasl. Seine Prophezeiungen – sein Wissen um Erdstrahlen, Kraftplätze und heilige Orte – sein verborgenes Leben. Zeichnungen von Wilhelm Manfred Raumberger, Buch- und Kunstverlag Oberpfalz, Amberg 1998.  (ISBN 3-924350-70-1)
- Die Botschaft der Druiden. Weisheit aus der Anderswelt. Bastei-Verlag Lübbe, Bergisch Gladbach 1999.  (ISBN 3-404-70133-X)
- Fürstenmord und Hexenbrand. Spektakuläre Kriminalfälle aus dem alten Bayern. Verlags-Anstalt Bayerland, Dachau 2002.  (ISBN 3-89251-319-8)
- Ceridwen. Die Rückkehr der dreifaltigen Göttin der Kelten. Ein Buch des Kelten. Neue Erde, Saarbrücken 2003.  (ISBN 3-89060-065-4)
- Merlin. Leben und Vermächtnis des keltischen Menschheitslehrers. Arun, Uhlstädt-Kirchhasel 2005.  (ISBN 3-935581-95-5)
- Schlangenring und Werwolfstein. Keltische Sagen aus dem deutschen Sprachraum. Arun, Uhlstädt-Kirchhasel 2006.  (ISBN 3-86663-007-7)
- Die berühmtesten Propheten Europas und ihre Weissagungen für das Dritte Jahrtausend. Kopp, Rottenburg 2007.  (ISBN 978-3-938516-60-7)
- Von Alraunhöhlen und Seelenvögeln. Keltische Sagen aus Altbayern. Bayerland, Dachau 2007.  (ISBN 978-3-89251-375-9)